# Polonia w Irlandii

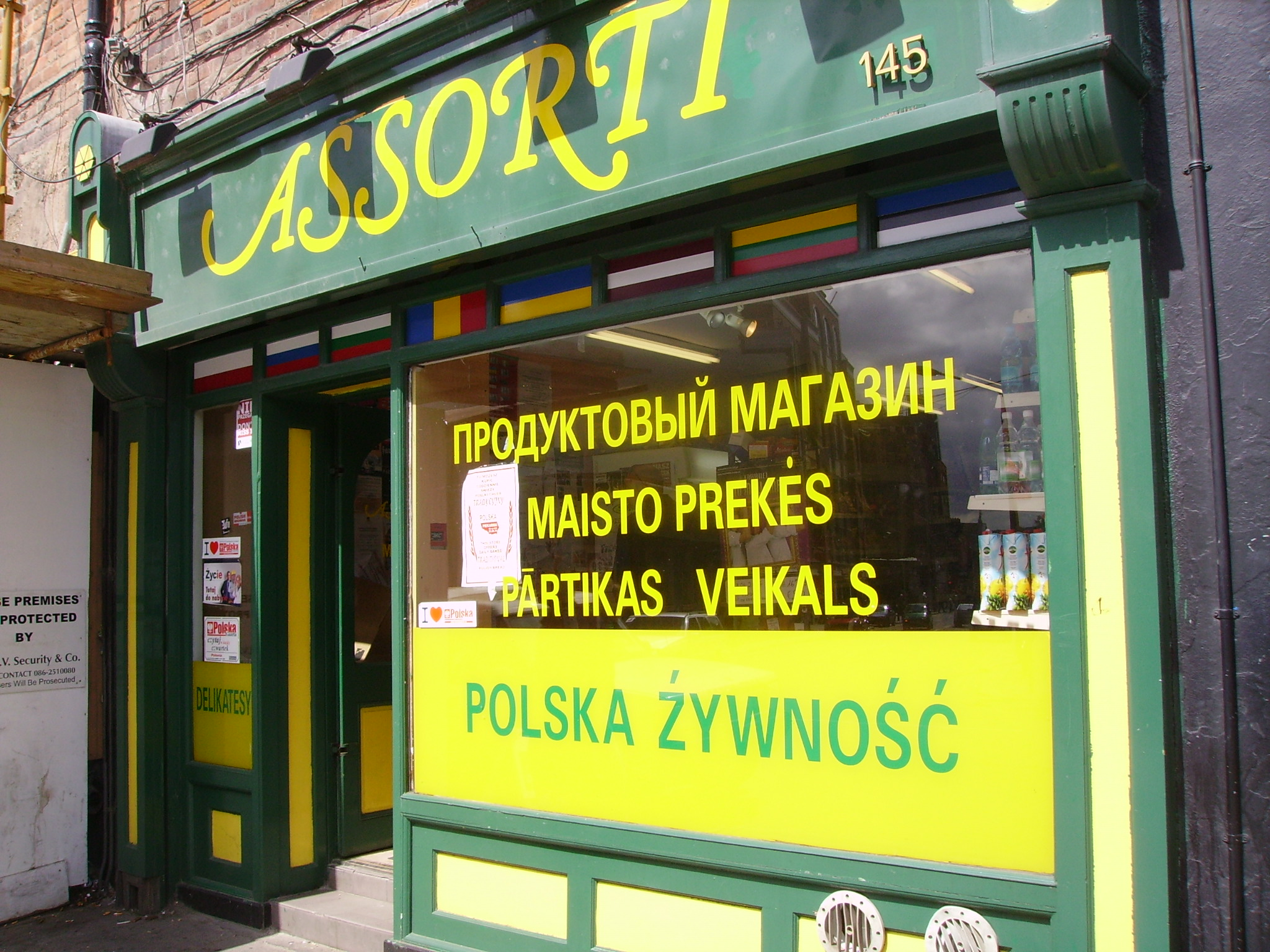
Sklep polski w Dublinie

Polonia irlandzka – ludność Irlandii pochodzenia polskiego. Według ostatniego irlandzkiego spisu powszechnego z 2022 roku, w Republice Irlandii mieszkało 93 680 osób z wyłącznie polskim obywatelstwem i 17 152 osoby z podwójnym obywatelstwem - polskim i irlandzkim (połowę z tej grupy stanowiły dzieci do lat 14, zwykle urodzone w Irlandii)

## Historia Polonii

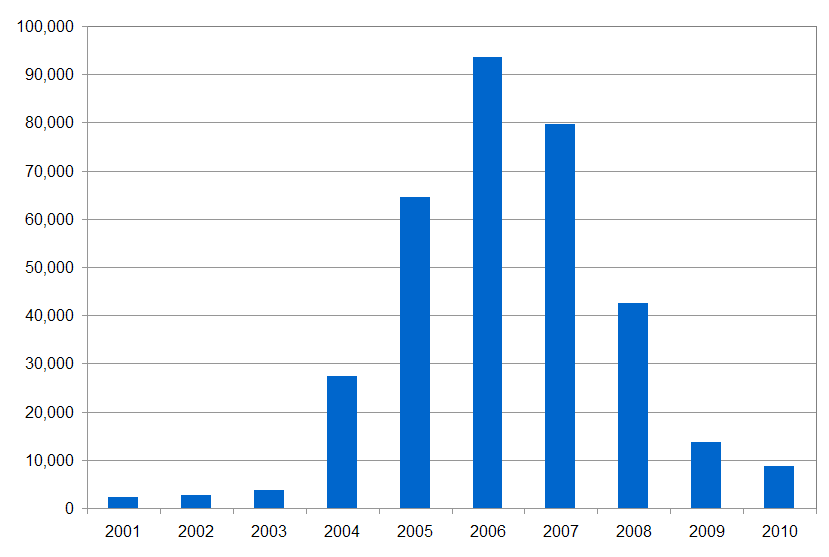
Liczba Polaków ubiegających się o numer PPS w latach 2001–2010

### XX wiek
Irlandia w XX wieku była krajem, w którym liczba emigrujących osób polskiego pochodzenia systematycznie rosła i główny napływ polskich obywateli ukształtował się dopiero w 2004 po wstąpieniu Polski do Unii Europejskiej. Jednak stosunki irlandzko-polskie można było zauważyć już wcześniej. W związku z pielgrzymką Jana Pawła II w 1979 powstało Towarzystwo Irlandzko-Polskie, promujące współpracę kulturalną oraz pogłębiające kontakt pomiędzy oboma krajami. Szacowana liczba Polaków żyjących w Irlandii w tym okresie wynosiła 100–300 osób.
W 1996 według raportu Głównego Urzędu Statystycznego (Central Statistics Office Ireland) Polacy byli zakwalifikowani do grupy Other European Countries, której całkowita liczba wynosiła 1069, więc liczbę obywateli polskiego pochodzenia, pod koniec XX wieku, można szacować w wielkościach kilkuset osób.

### XXI wiek
Od roku 2004 Polacy byli najliczniejszą grupą migracyjną Irlandii, jednakże w większości była to migracja zarobkowa. Z badań przeprowadzonych w 2009 roku wynikało, że 66 tys. Polaków w skali roku miało zamiar opuścić Irlandię.
W roku 2007 ówczesny minister do spraw integracji Conor Lenihan powiedział w wywiadzie, że faktyczna liczba Polaków w Irlandii może sięgać 200 000 osób. W związku z kryzysem finansowym od roku 2007 liczba Polaków zamieszkujących wyspę zaczęła się zmniejszać. W maju 2011 roku, w raporcie opublikowanym przez Centralny Urząd Statystyczny Irlandii, dotyczącym liczby wydawanych numerów PPS dla obcokrajowców, polscy imigranci, pierwszy raz od 2004 roku, znaleźli się na drugiej pozycji pod względem liczby wydanych numerów w skali roku. Ogółem w okresie od 2003 do 2010 roku wydano Polakom ponad 325 tys. numerów PPS. Ambasada Polski w Irlandii szacowała, że w tym okresie z całkowitej liczby Polaków zamieszkujących Irlandię (ok. 100 tys.) w przybliżeniu połowa z nich mieszkała w Dublinie.
Według spisu ludności w 2011 zadeklarowana liczba Polaków przebywających na wyspie wynosiła 122 585 (wzrost o 93,7% w stosunku do roku 2006), a w 2016 roku została na tym samym poziomie i wynosiła 122 515 (spadek o 0.1% w stosunku do 2011). W ciągu pięciu lat liczba Polaków w Irlandii spadła o 28 835 (spadek o 24% w stosunku do 2016) i w 2022 roku wyniosła 93 681. Część z tych osób zdecydowała się na podwójne obywatelstwo. Według Eurostatu w latach 2005–2020 w Irlandii naturalizowało się 8938 obywateli Polski.

## Polonia w Irlandii
W 2011 roku w Irlandii istniało 5 bezpłatnych ośrodków szkolnictwa polonijnego (sobotnio-niedzielnych szkół polskich): w Dublinie, Cavan, Cork, Limerick oraz Waterford, do których uczęszczało około 3000 polskich dzieci. W 2019 na terenie Irlandii działa ponad 46 szkół polonijnych prywatnych bądź prowadzonych przez stowarzyszenia. Do największych należą: Szkoła SEN w Dublinie na wschodzie i na zachodzie Akademia Razem z Cork z kilkom oddziałami.
W Irlandii działa od 2011 roku Związek Harcerstwa Polskiego działający poza granicami Kraju z ośrodkami w Cork, Dublin, Waterford, Wexford, Shannon (miasto), Limerick, Balbriggan oraz Maynooth. 
Główne skupiska Polaków w Irlandii to Dublin, Cork, Limerick i Galway.
Gazety polonijne w Irlandii stan na rok 2020:
- MIR – miesięcznik z Cork
- „Nasz Głos” – darmowy tygodnik (nakład 10 000 egzemplarzy)[15]
- "Po Polsku" – kwartalnik z Cork wydawany przez Centrum Together-Razem

oraz gazety już niewydawane:
- „Polonia Extra” – darmowy miesięcznik (nakład 12 000 egzemplarzy)[16]
- „Gazeta Polska” – tygodnik (nakład 10 000 egzemplarzy)[17]
- „Życie w Irlandii” – dwutygodnik (nakład 10 000 egzemplarzy, w latach 2006–2008)[18]
- „Magazyn Polski Express” – dwutygodnik (nakład 10 000 egzemplarzy, ukazujący się w latach 2006–2009)[19]
- „Wyspa” – miesięcznik (nakład 8000 egzemplarzy, wrzesień 2006–marzec 2008)[20]

Oprócz tego istnieje kilka portali tematycznych przeznaczonych dla Polaków w Irlandii:
- Polskie Radio Irlandia – Polish Radio Ireland - Pierwsze Polskie cyfrowe radio. www.polskieradioirlandia.ie www.polishradio.ie - radio oraz portal internetowy. Rozp. nadawania 1.12.2019 r.
- IrladniaNews.pl – portal internetowy z wiadomościami
- wIrlandii.pl – nowoczesny portal informacyjny
- Irlandia.ie – portal dla Polaków w Irlandii[21]
- Gazeta.ie – portal i forum dla Polaków w Irlandii[22]
- kierunekirlandia.eu – portal informacyjny
- Emigranci.ie – Portal informacyjny dla Polaków w Irlandii[23]
- NI-news.uk – portal internetowy z informacjami i poradami dla polskiej społeczności

Dla Polonii, wiernych kościoła rzymskokatolickiego odbywają się w kościołach kilku miast msze w języku polskim. Odbywają się również spotkania religijne innych wyznań (m.in. Świadków Jehowy – w 13 miastach).

## Integracja w społeczeństwie
W 2008 zostały w Irlandii przeprowadzone badania dotyczące emigrantów, w których brały udział jedynie osoby irlandzkiej narodowości. Według spostrzeżeń publikacji, Polacy w Irlandii byli odbierani w pozytywnym świetle, zarówno w środkach masowego przekazu jak i w dyskursie publicznym. Było to spowodowane głównie etyką pracy polskiego pracownika oraz znaczenia dla irlandzkiej gospodarki.
Na pytanie dotyczące kraju z jakiego są emigranci, 97% Irlandczyków wskazywało na Polskę. Według tych badań stwierdzono również, że 67% z tej liczby Polaków dobrze się integruje ze społeczeństwem irlandzkim, na co zwraca również uwagę Główny Urząd Statystyczny oraz fakt rosnącej liczby dzieci polskich lub polsko-irlandzkich rodziców, co ma bezpośredni wpływ na integrację.
Za przyczynę sukcesu Polaków jako jeden z czynników integracyjnych respondenci podawali na pierwszym miejscu chęć „ciężkiej pracy”, co stanowiło najczęstszą odpowiedź (29% pytanych osób). Z drugiej strony pytano respondentów o negatywne aspekty Polonii. Tutaj głównym przykładem było niebezpieczne i lekkomyślne poruszanie się polskimi samochodami (z kierownicą po lewej stronie) po drogach, przeznaczonych dla ruchu samochodów z kierownicą po prawej stronie, co miało swoje odzwierciedlenie również w mediach.
Na terenie Irlandii działają polonijne organizacje. Przez wiele lat utrzymały się tylko największe i najsilniejsze. Najstarsze organizacje to Towarzystwo-Irlandzko Polskie oraz POSK działające w Dublinie i ulokowane w Domu Polskim. Do najbardziej aktywnych należy Centrum Together-Razem, które działa w Cork od roku 2006 i posiada szeroką ofertę edukacyjną, pomocową i integracyjną. Aktywne jest również stowarzyszenie Gorey.pl. W Cork działa również z sukcesami największa polska biblioteka w Irlandii – ABC EduLibrary. Polska biblioteka Biblary działa w Dublinie.

## Polonijny biznes w Irlandii
Polonia w Irlandii charakteryzuje się wysokim współczynnikiem przedsiębiorczości. Organizowane są cykliczne konferencje i seminaria biznesowe, promujące powstawanie nowych firm w Irlandii.